# سد استراتوس
سد استراتوس (به لاتین: Stratos Dam) یک سد خاکی در یونان است که در Stratos, Aitoloakarnania واقع شده‌است.